# Aéroport de Pokhara
L'aéroport de Pokhara (code IATA : PKR • code OACI : VNPK) est un aéroport régional desservant Pokhara au Népal. L'aéroport a été mis en fonctionnement le 4 juillet 1958 et est géré par le gouvernement (via  l'autorité de l'aviation civile népalaise). Il offre des liaisons régulières avec Katmandou et Jomsom, ainsi que des liaisons saisonnières vers Manang.
Les vols vers Jomsom et Manang ne sont généralement disponibles que tôt le matin car les vents forts vers les hauts plateaux du Tibet dans la vallée de Kali Gandaki rendent l'atterrissage impossible le reste du temps.
De plus, beaucoup de vols sont annulés pendant les mois de mousson en raison de la forte couverture nuageuse et des fortes précipitations.
L'aéroport international de Pokhara a été mis en service le 1er janvier 2023 afin de le remplacer progressivement.

## Situation
L'aéroport est situé à 827 mètres d'altitude. 
| \| 100 km1:3 095 000 \| Bajura Bhadrapur Bhâratpur Bhojpur Biratnagar Dhangadhi Dolpa Janakpur Jomsom Jumla Katmandou Lamidanda Lukla Manang Meghauli Nepalganj Phaplu Pokhara Ramechhap Rukumkot Rumjatar Simara Siddharthanagar Simikot Surkhet Talcha Taplejung Thamkharka Tumlingtar Dang |
| 100 km1:3 095 000 |

## Statistiques
Pour des raisons techniques, il est temporairement impossible d'afficher le graphique qui aurait dû être présenté ici.

Voir la requête brute et les sources sur Wikidata.

## Compagnies et liaisons
| Compagnies      | Destinations                             |
| --------------- | ---------------------------------------- |
| Buddha Air      | Katmandou-Tribhuvan                      |
| Gorkha Airlines | Jomsom, Katmandou-Tribhuvan              |
| Nepal Airlines  | Jomsom, Katmandou-Tribhuvan, Manang (en) |
| Sita Air        | Jomsom, Katmandou-Tribhuvan              |
| Simrik Airlines | Katmandou-Tribhuvan                      |
| Tara Air        | Jomsom, Katmandou-Tribhuvan              |
| Yeti Airlines   | Katmandou-Tribhuvan                      |